# Amphipoea malaisei
Amphipoea malaisei là một loài bướm đêm trong họ Noctuidae.